# Horní Újezd (ort i Tjeckien, Vysočina)
Horní Újezd är en ort i Tjeckien.   Den ligger i regionen Vysočina, i den centrala delen av landet, 150 km sydost om huvudstaden Prag. Horní Újezd ligger 489 meter över havet och antalet invånare är 248.
Terrängen runt Horní Újezd är huvudsakligen platt, men västerut är den kuperad. Runt Horní Újezd är det ganska tätbefolkat, med 83 invånare per kvadratkilometer. Närmaste större samhälle är Třebíč, 8,5 km norr om Horní Újezd. Trakten runt Horní Újezd består till största delen av jordbruksmark.